# إدوارد دوريل ستون جونيور
إدوارد دوريل ستون جونيور (بالإنجليزية: Edward Durell Stone, Jr.)‏ هو مهندس المناظر الطبيعية أمريكي، ولد في 30 أغسطس 1932، وتوفي في 10 يوليو 2009.